# Даштаван
Даштаван (вірм. Դաշտավան) — село в марзі Арарат, у центрі Вірменії. Село розташоване за 5 км на північний захід від міста Масіс, за 2 км на захід від села Даракерт, за 1 км на північ від села Дзорак та 1 км на схід від села Дарбнік.